# 哈塞克
哈塞克（庫德語：Hesîçê；阿拉伯语：‎；阿拉米语：ܚܣܟܗ）位于叙利亚东北部哈布尔河畔，是哈塞克省的首府。大部分居民为亚述人和库尔德人，其中亚述人多使用现代阿拉米语。

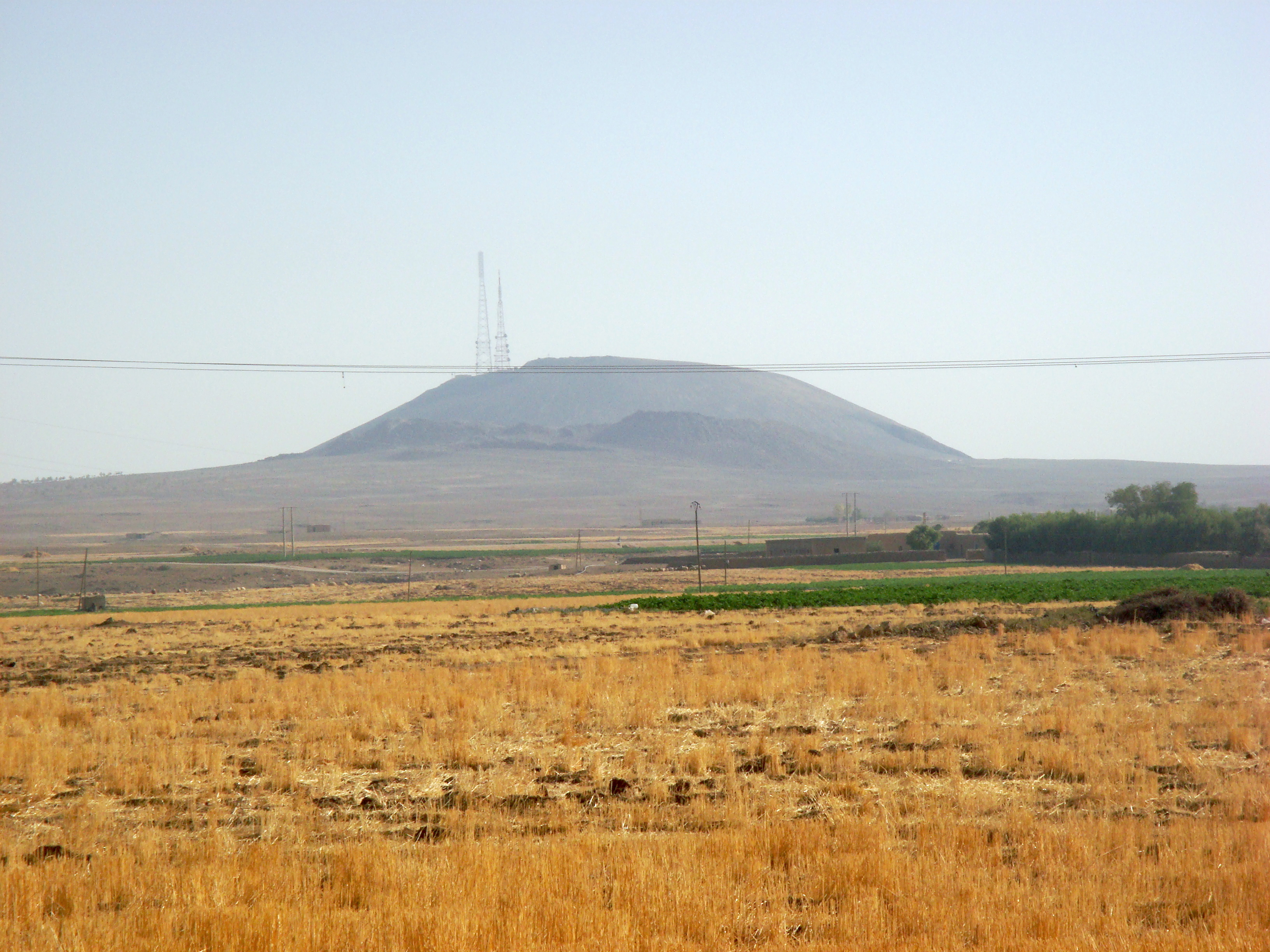
Kokab Mountain

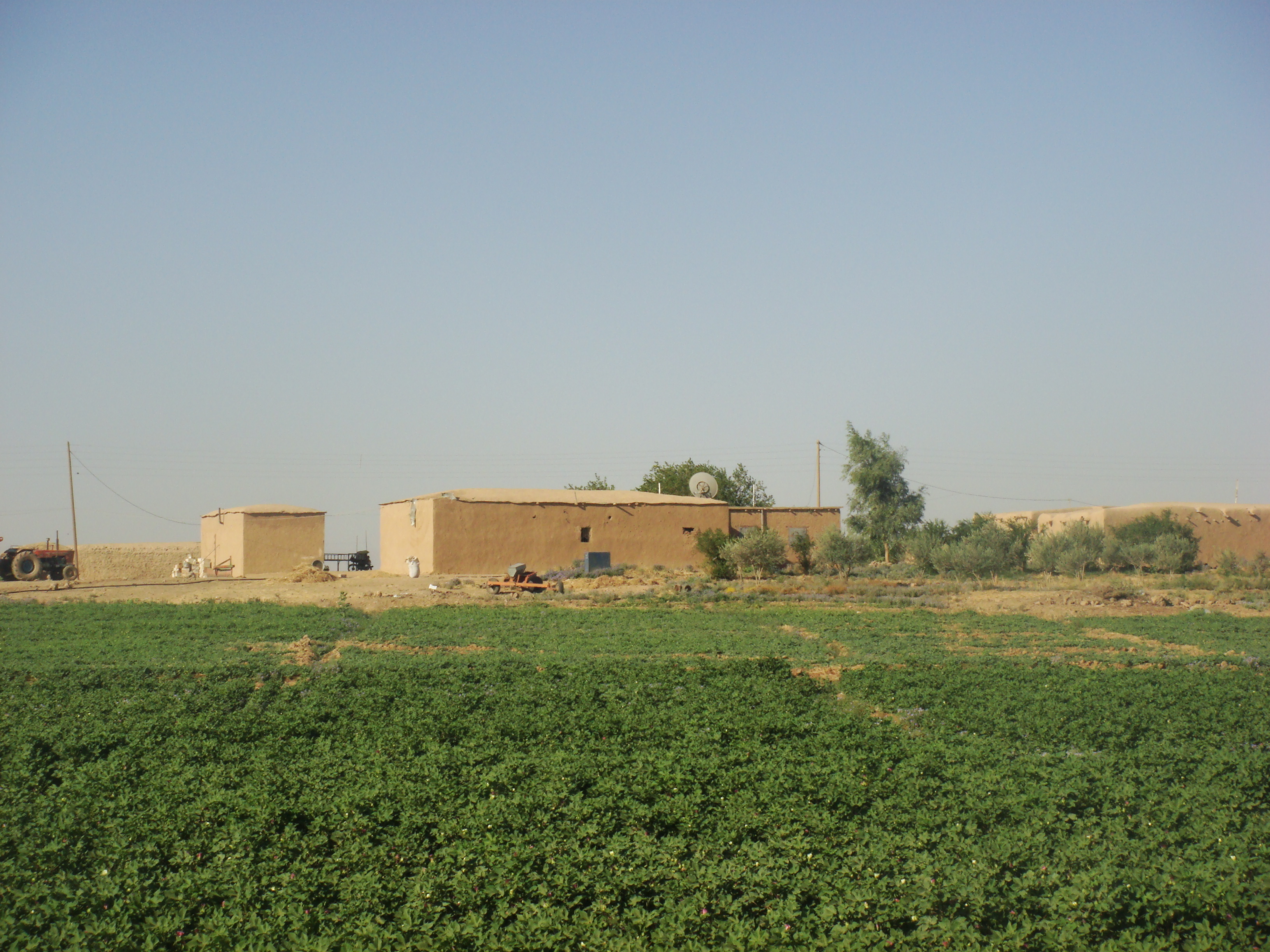
Village in Al-Hasakah

1. ↑  . 衛報. 2024-12-03 （英语）.